# Triaenops
Triaenops és un gènere de ratpenats de la família dels rinonictèrids.
Conté les següents espècies:
- Triaenops afer
- Trident de Goodman (T. goodmani) †
- Trident rogenc (T. menamena)
- Triaenops parvus
- Ratpenat trident persa (T. persicus)